# Вест Ајслип (Њујорк)
Вест Ајслип (енгл. West Islip) насељено је место без административног статуса у америчкој савезној држави Њујорк.

## Демографија
По попису из 2010. године број становника је 28.335, што је 572 (-2,0%) становника мање него 2000. године.
| Група             | 2000.          | 2010.          |
| Белци             | 27.191 (94,1%) | 25.869 (91,3%) |
| Афроамериканци    | 115 (0,4%)     | 176 (0,6%)     |
| Азијати           | 316 (1,1%)     | 483 (1,7%)     |
| Хиспаноамериканци | 1.018 (3,5%)   | 1.557 (5,5%)   |
| Укупно            | 28.907         | 28.335         |